# Sonoko Suzuki
 (mai 2024).
Sonoko Suzuki (鈴木 園子（すずき そのこ, Suzuki Sonoko) est un personnage du manga Détective Conan.
Elle fait partie d'une riche famille et est la meilleure amie de Ran Mouri.
- Voix japonaise : Naoko Matsui
- Voix française : Jennifer Baré (série), Marie Diot (films)

Sonoko Suzuki (鈴木 園子, Suzuki Sonoko) est une fille issue d'une famille riche un peu folle qui se soucie la plupart du temps de prendre soin de son physique (volume 5). Sonoko est la personne que Conan endort et fait passer pour détective le plus souvent lorsque Kogoro n'est pas disponible. Elle adore faire du shopping, voyager avec sa meilleure amie Ran et rechercher l'âme sœur qu'elle trouvera en Makoto Kyogôku (elle le rencontrera dans l'épisode 153 : « Dangereux été pour Sonoko »). Du fait qu'il soit en déplacement pour ses compétitions de karaté, elle ne le verra que rarement et tentera plusieurs « stratagèmes de l'amour ».
La famille Suzuki se compose, en plus de Sonoko, de ses parents, Shiro et Tomoko, apparus au tome 16. Richissimes, ils dirigent le Groupe Suzuki, l'un des plus puissants de la "zaibatsu" (l'élite des grandes entreprises japonaises). Si Shiro semble être un homme affable et réservé, sa femme Tomoko est au contraire énergique et dominatrice, refusant au départ systématiquement les fiançailles "ratées" de ses filles. Ayako, leur fille aînée, semble donc avoir davantage hérité du tempérament de son père, et Sonoko, la cadette, de sa mère. Ayako rencontre Conan au Vol. 5, lorsque Sonoko invite ses amis à la réunion d'anciens amis d'Ayako dans une maison isolée en pleine forêt. Un sanguinaire tueur en série sévit alors cette soirée-là, terrorisant les résidents et coupant tous leurs liens avec le monde extérieur. Conan finira par révéler l’identité du tueur en définitive. Par la suite, Conan aidera Ayako, à travers Kogoro, à innocenter son fiancé Yuzo Tomizawa, héritier d'une grande entreprise et artiste (volume 13), accusé d'avoir tué son père qui l'avait humilié pour avoir refusé de prendre sa succession, préférant son métier d'artiste peintre. Ayako réapparaît lors de la rencontre entre Conan et Kid à bord du luxueux paquebot transportant l'Étoile Noire, puis elle est mentionnée plus tard lors de la confrontation entre Kid et Makoto, où on apprend qu'elle a enfin épousé Yuzo. Jirokichi Suzuki, l'oncle de Sonoko, que Conan rencontre dans le Vol. 43 alors que Kid prépare un coup magistral pour dérober l'un de ses trésors, adore les défis, les records et les récompenses, au point de ne jamais admettre quelque défaite que ce soit. Ainsi, lorsqu'il perdit pour la première fois face à Kid, il devint son ennemi juré et fit tout pour attirer de nouveau le voleur dans un piège, s'assurant qu'il ne pourrait plus jamais lui échapper, et donc enfin gagner face à lui. Ce qui pourtant, jusqu'à maintenant, ne s'est encore jamais produit. Il a un chien, Lupin, que Kid sauvera lors d'une affaire (volume 65-66). Il est souvent accompagné de son garde du corps, Zengo Goto (volume 64).

## Histoire

### Sonoko Suzuki
Comme Kogoro Mouri, Sonoko est parfois endormie et utilisée par Conan pour que celui-ci puisse résoudre l'affaire. Elle en fait une vantardise, se surnomme elle-même "Reine de l'enquête", depuis que tout le monde la croit grande détective et elle pense même pouvoir surpasser Shinichi au grand dam de Conan.
Sonoko faillit se faire tuer plusieurs fois: une fois à cause d'un jeune homme fou qui séduisait les jeunes filles au cheveux châtain clair, comme elle, pour ensuite les assassiner sauvagement. Une autre fois, un homme qui tuait les femmes qui conduisent en chaussures compensées voulut la tuer, pensant qu'elle conduisait avec des bottes à semelles compensées.

### Dans Dix ans
Dans l'OAV 9, Conan, sous l'influence de la fièvre, rêve de ce que serait sa vie s'il ne redevenait pas Shinichi. On assiste alors au défilement de tous les personnages dix années plus tard. Ainsi, Sonoko apparaît comme étant devenue une Office lady fortunée - fait que l'on peut déduire grâce à son style vestimentaire: tailleur cintré rose, collier de perles et les cheveux coiffés d'une manière plus mature (avec la disparition de son bandeau). On apprend qu'elle aime boire de la bière et qu'elle continue de passer à l'agence. C'est elle qui apprend à Conan le probable mariage de Ran avec le Dr Araide - mariage qu'elle semble approuver. Elle apparaît comme ne plus se soucier de Shinichi.

## Personnalité
C'est la meilleure amie de Ran Mouri. Comme cette dernière, Sonoko est une fille sentimentale. Elle le dit, elle veut rencontrer le prince charmant et cherche les plus beaux garçons : à la plage, parmi les amis de sa sœur, dans un club de magie, dans un karaoké... C'est pourquoi elle s'occupe du bien-être de Ran, car elle lui reproche son attachement à Shinichi, qu'elle juge égoïste, surtout depuis sa disparition.
Outre ce caractère, elle est également une fille au caractère vif, elle ne se laisse pas faire face aux gens impolis, sauf quand ils sont armés.
Amie loyale et fidèle, elle n'hésite pas à aider Ran lorsqu'elle doute ou angoisse à propos de Shinichi. Elle adore taquiner Ran car elle sait qu'elle aime toujours Shinichi. Quant à elle, toujours en mode "recherche" même si son petit ami réel et constant est Makoto Kyogoku qu'elle aime beaucoup. En fait, elle est souvent inquiète et triste quand elle ne le voit pas ; surtout si elle n'a pas de nouvelles, ni d'appels pendant des jours, pensant qu'il ne l'aime plus.
Elle a voulu lui envoyer un pull tricoté à la main avant de se rendre compte qu'elle n'y arriverait jamais, puis lui a envoyé une tasse (qu'il a pris pour un vase) et fait elle-même un cœur en chocolat pour la Saint Valentin. Ceci afin de lui prouver son amour, elle est prête à tout mettre en œuvre.

## Famille
Sonoko est la fille cadette du riche industriel de la multinationale Suzuki qui détient un des groupes les plus puissants du Japon.
Son père, Shiro Suzuki, a 51 ans et est le dirigeant de la Compagnie. On ne sait pas comment il a obtenu sa fortune mais il semble qu'il provienne lui-même d'une riche famille. Durant sa première apparition, on apprend que Kaito Kid a volé son identité pour monter sur le paquebot Queen Selizabeth, lieu où l'anniversaire des 60 ans de la société Suzuki est célébré. Il réapparaît beaucoup plus tard, lorsque Sonoko finit par présenter Makoto à la famille. Shiro semble ne pas s'opposer à leur relation, disant même qu'il aime beaucoup le sport dans lequel s'illustre le jeune homme.
Sa mère est Tomoko Suzuki et a 43 ans. On ne sait rien de sa famille à elle mais elle semble être issue de riches parents, son grand-père ayant été celui qui a découvert la célèbre Black Star. Cette perle sera d'ailleurs la cible du Kid et pour l'empêcher de la voler, Tomoko met au point une petite arnaque: elle distribue à tous les invités du paquebot une réplique de la perle, sans dire laquelle est la vraie. Le voleur réussit cependant à la subtiliser, devinant que seule Tomoko pouvait la porter. Plus tard, Tomoko réapparaît lorsque Sonoko veut lui présenter Makoto. Mais elle s'oppose farouchement à leur relation, ne voulant pas que sa fille fréquente quelqu'un d'une classe inférieure. Devant l'entêtement de Sonoko, Tomoko propose un défi à Makoto: s'il réussit à empêcher le vol d'une nouvelle pierre convoitée par le Kid, elle acceptera leur relation. S'il échoue, il devra tirer un trait sur Sonoko. Le jeune homme se donne donc à fond devant le voleur et gagne ainsi le défi lancé, ayant donc la bénédiction de Tomoko.
Ayako Suzuki est la grande sœur de Sonoko. Elle est diplômée depuis un moment et s'intéresse aux films. Elle faisait d'ailleurs partie d'un club de cinéma durant sa scolarité, tenant le rôle de la Maquilleuse et Costumière en chef et elle officiait même en tant que dirigeante durant les réunions du club. Par contraste avec sa sœur, Ayako est beaucoup plus polie et gentille. Elle ne possède pas le snobisme et l'attitude égoïste qu'a Sonoko. Ella apparaît comme étant toujours souriante et heureuse. Selon Sonoko, elle n'est pas de nature à être au soleil, mais fait l'effort d'aller dans leur villa d'été pour voir son fiancé. Lors de sa première apparition, on apprend qu'Ayako est fiancée à Yuzo Tomizawa, jeune homme sympathique de 28 ans, qui est le plus vieux de ses trois frères. Il est celui qui succèdera à son père à la tête de la Compagnie Tomizawa, une riche entreprise.
Jirokichi Suzuki est le cousin de Shiro et donc l'oncle de Sonoko. Il est conseiller général dans l'entreprise Suzuki, bien qu'aujourd'hui il semble être en semi-retraite, vu ses 72 ans. Durant sa vie, il a accumulé une fortune colossale, qu'il utilise dorénavant pour acheter des pierres précieuses afin de capturer Kaito Kid, qui est devenu son nouveau passe-temps depuis que celui-ci lui a volé la première page des journaux. Il veut, ainsi, monter un film à sa gloire dès qu'il capturera le voleur. Jirokichi est féru d'aventures et aime être sous les projecteurs. Malgré son âge, il est encore en pleine forme, s'emportant souvent lorsque Kid lui échappe. Il montre une certaine jalousie envers Conan, le seul pouvant mettre le voleur en difficulté, mais respecte ceux qui font preuve d'une plus grande compétence que lui, à l'image du garçonnet et du Kid. Jirokichi possède un chien qu'il a appelé Lupin, qu'il considère comme son garde du corps et son ami fidèle. Il possède une moto et se déplace souvent avec.

## Relations

### Amicale
Ran Mouri (毛利 蘭, Mōri Ran)
Shinichi Kudo (工藤 新一, Kudō Shin'ichi)
Au même titre que Ran, Shinichi et Sonoko sont amis depuis l'enfance, même si on ne connaît pas le moment exact de leur rencontre. Ils tiennent quand même une amitié un peu plus retenue, Sonoko l'appelant "Shinichi-kun" ou "Kudo-kun" (même si lui l'appelle par son prénom simple). Shinichi trouve la jeune fille souvent agaçante, surtout lorsqu'elle taquine Ran au sujet de leur relation. Il dénigre assez sa condition financière, la mettant un peu dans le même sac que les fils et filles à papa. Mais il l'apprécie quand même, reconnaissant qu'elle est une bonne amie pour Ran.

### Familiale
Shiro Suzuki (鈴木 史郎, Suzuki Shiro)
Sonoko et son père ne partagent pas énormément de temps ensemble, mais il tient quand même à sa fille, lui accordant tout ce qu'elle désire. Il est plus conciliant que sa femme sur les relations amoureuses de Sonoko, acceptant qu'elle choisisse quelqu'un de moins fortuné qu'elle.
Tomoko Suzuki (鈴木 智子, Suzuki Tomoko)
Sonoko et sa mère ont en général une relation normale de mère et fille, qui se dégrade un peu lorsque Tomoko veut obliger sa fille à se séparer de Makoto, qui n'est pas du même rang que leur famille. Mais Sonoko se montre ferme quant à cette décision, ce qui forcera sa mère à revoir son opinion sur le jeune homme lorsque celui-ci respectera son défi.
Ayako Suzuki (鈴木 綾子, Suzuki Ayako)
Ayako et Sonoko semblent avoir de bons rapports entre elles. La jeune fille est même très heureuse pour sa grande sœur lorsqu'elle se fiance, même si elle se moque un petit peu au sujet de la grosse situation financière du fiancé (une Suzuki ne peut que se marier avec quelqu'un du même "rang").
Jirokichi Suzuki (鈴木 次郎吉, Suzuki Jirokichi)
Jirokichi passe un peu plus de temps avec sa nièce depuis qu'il est apparu pour capturer le Kid. Il accepte volontiers la présence de Sonoko et de ses amies sur les lieux des vols, s'arrangeant pour lui offrir la meilleure place. Sonoko apprécie son oncle.

### Amoureuse
Makoto Kyogoku (京極 真, Kyōgoku Makoto)

### Autre
Conan Edogawa (江戸川 コナン, Edogawa Konan)
Sonoko n'aime pas particulièrement les enfants et fait donc preuve d'une mauvaise grâce devant Conan. Elle le rembarre souvent, surtout lorsqu'il parle de choses qui ne l'intéresse pas ou qu'elle trouve stupides. Quand il s'immisce dans ses conversations avec Ran au sujet de Shinichi, elle lui crie dessus en disant que cela ne concerne pas les gamins.
Au début, elle a de nombreux soupçons sur Conan, elle pense qu'il espionne Ran pour le compte de Shinichi. Ensuite, elle a quelques doutes sur son identité, car elle constate qu'il a le même caractère que Shinichi, mais trouva cette idée invraisemblable.
Kaito Kid (怪盗キッド, Kaitō Kiddo)
Comme tout le monde, Sonoko est une énorme fan du Kid, le considérant un peu comme l'homme parfait avec ses actions versatiles et son côté gentleman. Elle tente de l'approcher de près lors des vols, mais échoue toujours, le voleur l'ignorant. Sonoko rêve de lui parler et montre de grands sentiments envers lui. Elle l'aime même parfois plus que Makoto, ce qui lui vaut des taquineries de la part de Ran.
Cependant, Kaito Kid vient une fois la voir personnellement sur son balcon, à la grande joie de Sonoko. Intrigué par les capacités de Makoto qui le défie, Kid propose un marché à la jeune fille: s'il gagne la pierre durant le vol, elle devra lui accorder son vœu de lui donner une pierre de son choix que possède la famille Suzuki. Malgré cette proposition, Sonoko lui demande en échange de ne pas blesser Makoto et pour faciliter cela, elle aide le Kid durant le vol en lui donnant sa robe pour qu'il prenne son apparence. Sachant qu'elle voulait tester les sentiments de Makoto, Kid se rend compte que le jeune homme tient énormément à elle, se battant durement durant le vol pour son cœur. Kaito lui dit qu'il n'a jamais possédé celui de Sonoko et que dans ce cas: "cette jeune lady a complètement et entièrement gagné ce défi".

## Popularité
eBookJapan a fait un sondage sur la popularité des personnages, ouvert du 12 avril 2011 au 12 mai 2011 dans lequel les lecteurs de Détective Conan (internationaux inclus) pouvaient voter pour leur personnage préféré. Sonoko est arrivée à la 7e place du sondage avec 86 votes sur 5,883 enregistrés.